# Les Cendres d'Angela (roman)
Pour les articles homonymes, voir Les Cendres d'Angela.

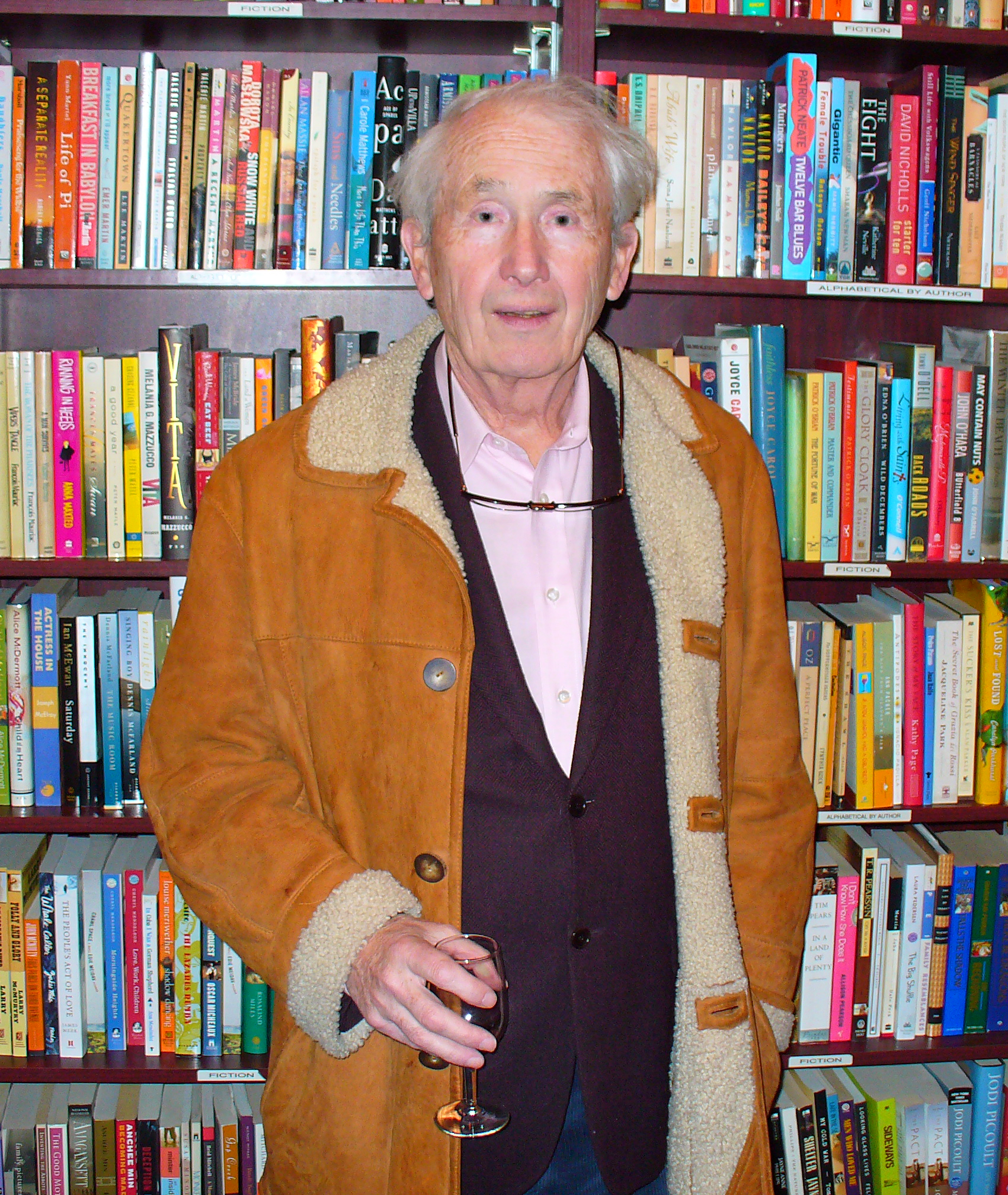
Frank McCourt en 2007

Les Cendres d'Angela (titre original : Angela's Ashes) est un roman de Frank McCourt édité en 1996, publié en traduction française chez Belfond en 1997 et réédité depuis.
Ce roman autobiographique se compose de diverses anecdotes et histoires d'enfance de Frank McCourt, et relate notamment sa vie à Brooklyn et Limerick. Il aborde également son combat contre la pauvreté, les problèmes d'alcool de son père et les tentatives de sa mère pour garder la famille unie.
Le livre remporte le prix Pulitzer de la biographie ou de l'autobiographie et est adapté au cinéma en 1999 par Alan Parker sous le même nom. La suite du livre, C'est comment l'Amérique?, a été publiée en 1999, et a été suivie par Teacher Man en 2005.
Le New York Times compare son texte à l'autobiographie de Baby Halder, Aalo Aandhari (A Life Less Ordinary) (en).